# Paige Tapp
Paige Tapp (ur. 21 czerwca 1995 w Stewartville) – amerykańska siatkarka, grająca na pozycji środkowej.
Ma siostrę bliźniaczkę o imieniu Hannah. Jej mężem jest Brenden Sander. Oboje zawodowo grają w siatkówkę.

## Sukcesy klubowe
Mistrzostwa Big Ten Conference:
- 2016
- 2017
- 2014

Mistrzostwa NCAA:
- 2016, 2017

Mistrzostwo Portoryko:
- 2017

Mistrzostwo Niemiec:
- 2019
- 2018

## Sukcesy reprezentacyjne
Puchar Panamerykański:
- 2017, 2018